# William Longchamp
Guillermo de Longchamp († 1197), canciller de Inglaterra y Obispo de Ely, entra en la vida pública al final del reino de Enrique II como oficial del hijo del rey, Godofredo Plantagenet, arzobispo de York. Enrique II, a quien no le gustaba, le llamaba "hijo de dos traidores". Dejó pronto a Godofredo por Ricardo, quien le hizo canciller del Ducado de Aquitania.  Siempre se mostró como un diplomático capaz.
Se hizo notable por primera vez en París, como enviado de Ricardo, cuando acabó con la tentativa de Enrique II de hacer las paces con Felipe Augusto, en 1189. Cuando Ricardo ascendió al trono, Longchamp se convirtió en canciller del reino y obispo de Ely, y cuando el rey abandonó Inglaterra (diciembre de 1189), puso la torre de Londres en manos de Longchamp y lo eligió para compartir la oficina de la jefatura de justicia con Hugo de Puiset, el gran obispo de Durham. Longchamp intentó acabar con Hugo inmediatamente, y en abril de 1190 ya había logrado expulsarlo completamente de la oficina. En junio de 1190 recibió una comisión como legado papal del papa Clemente III. Entonces se convirtió en el amo de la iglesia y del estado. Sin embargo, su apariencia y modales desagradables, su orgullo y su desprecio por todo le hizo detestable al pueblo. Sus andaduras por el país con un grupo de miles de caballeros eran ruinosas para aquellos en quienes delegaba la carga de divertirle. Incluso Juan sin Tierra parecía preferible a él.
Juan regresó pronto a Inglaterra. Él y quienes le seguían fueron inmediatamente envueltos en disputas con Longchamp. En junio de 1191 Godofredo, Arzobispo de York y el primer benefactor de Longchamp, fue arrestado violentamente al desembarcar en Dover por los subordinados de Longchamp. Se habían excedido en sus órdenes, que eran evitar que el arzobispo entrara en Inglaterra hasta haber jurado fidelidad a Ricardo. Hicieron un pretexto de este ultraje para una rebelión general contra Longchamp, cuyo legado papal había expirado debido a la muerte del Papa Clemente III, y cuyo poder era ahora amenazado por la presencia de Walter de Coutances, Arzobispo de Ruan. El rey le había dado poderes a Coutances que sobrepasaban los que le había dado a Longchamp. Entonces se encerró en la torre, pero fue forzado a rendirse y expulsado del reino. En 1193 se unió a Ricardo en Germania y a partir de entonces
se dedicó a misiones confidenciales y diplomáticas a lo largo del continente. Murió en enero de 1197.